# Ctenopelma latigaster
Ctenopelma latigaster là một loài tò vò trong họ Ichneumonidae.